# 平飼い
平飼い（ひらがい）とは、家禽（主に鶏）を、鶏舎内や養鶏場の屋外で地面に放して、自由に運動できるようにした飼い方である。
産卵鶏においては、鶏をケージ（英: cage、鳥かご）に閉じ込めるケージ飼いと対比される飼育方法である。歩き回り、地面をほじくって餌を探すのは、家禽化された現在の鶏の祖先とされるセキショクヤケイ（赤色野鶏）の野生での行動に近く、平飼いは鶏のストレスが軽減されると考えられる。平飼いした鶏の卵を販売・使用する企業は、動物福祉に配慮していることをアピールでき、高付加価値の鶏卵を生産するために平飼いにすることが多い。平飼いで採取された鶏卵は、小売価格が高くなる。後述するように、欧米ではケージ飼いの規制も行われている。
平飼いの際、オスとメスを同居させて、有精卵を生産する養鶏場もある。また、種卵（しゅらん、雛を孵すための卵）を生産する種鶏場も、有精卵にするために平飼いである。また、ブロイラーを含む肉用鶏も多くは平飼いであり、日本農林規格（JAS）は、地鶏と表示するには、28日齢後に平飼いすることを条件としている。

## 世界の動向
欧米では食品の安全性、動物福祉、環境保護の観点からケージ飼いを禁止にしている国も多い。欧州連合（EU）では2012年から従来型ケージでの養鶏が禁止された。
ザ・ヒューメイン・リーグ・ジャパンの2021年2月18日の発表によると、動物福祉などに考慮して、平飼いや放牧をされている鶏が産んだ鶏卵のみを生産・使用する方針を掲げた企業が世界で少なくとも169社（うち日本は15社）ある。
- 米大手ハンバーガーチェーン、マクドナルドは、消費者の健康志向に強くアピールするため、2015年9月9日、米国とカナダの北米全1万6000店で2025年中までに、ケージ飼いではなく、全て地面の上で育てた平飼いの鶏が産んだ卵を使用することにした[5]。
- 米コーヒーショップチェーン大手のスターバックスは、2020年までに全ての卵を「平飼い卵」に切り替える方針。スターバックスは2008年から、平飼いで飼育された鶏が産卵した卵への切り替えを進めている[6]。
- 米アイスクリームチェーンのベン＆ジェリーズはヨーロッパでは2005年に、米国では2007年に平飼いニワトリの卵への移行を開始[7]。
- ネスレは2025年までに全製品に平飼い卵を使う目標を表明[1]。

## 日本の現状

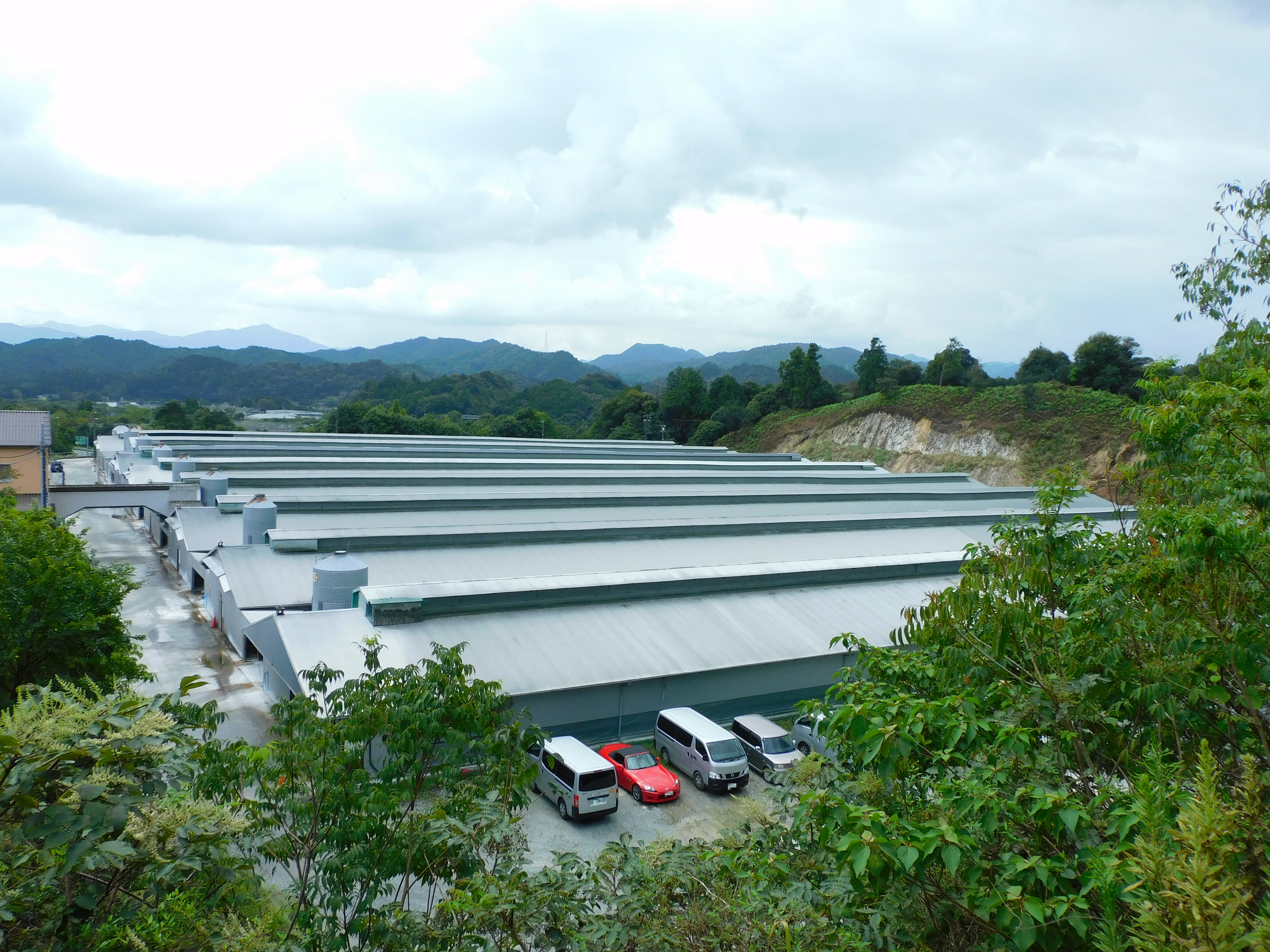
地主共和商会の平飼い鶏舎

日本では、採卵鶏は約98%がケージ飼いで飼われており、平飼いはわずか2%ほどである。平飼いを、採卵鶏数の5％程度、鶏卵の国内流通金額の1％程度とする推計もある。日本最大の平飼い養鶏業者は地主共和商会（三重県多気町）であり、2022年（令和4年）時点で12万羽を飼育する。
食堂運営の西洋フード・コンパスグループが2025年までに日本で仕入れる鶏卵全てを平飼いとする方針。消費者向け小売りチェーンでは、生活協同組合コープさっぽろやイオンリテール、イトーヨーカ堂などが平飼い卵を販売している。ただし、平飼いについての農林水産省の管理指針はあるものの、欧米に比べて数値面での規制や評価基準が不十分との指摘がある。

## 問題点
平飼いの鶏と聞くと牧歌的な感じがするが、一生の大半を密集したケージの中で過ごす鶏もいる。というのも、鶏には毎日短時間外に出る機会が与えられるだけで、農場主の中には一度も鶏を牧草地へ連れて行ったことがない者もいるからである。